# ラタン・シング (メーワール王)
ラタン・シング（Ratan Singh, 生年不詳 - 1303年）は、北インドのラージャスターン地方、メーワール王国の君主（在位：1302年 - 1303年）。

## 生涯
1303年、デリーのハルジー朝に首都チットールガルが包囲され、ラタン・シングはチットールガル城に籠城した。その原因はその君主アラー・ウッディーン・ハルジーがグジャラートに侵攻する際、メーワール王国内の通過を拒否したことにあった。また、メーワールはアジメールからマールワーに至る道を支配していた。
また、アラー・ウッディーンはラタン・シングの王妃パドミニーに大変愛着を抱き、横恋慕しようとしたとも伝えられる。パドミニーはシンガルドゥウィーパ（スリランカ）の王女で、ラタン・シングは7つの海を渡り、多くの冒険を重ねてチットールガルへと戻ったという。ただし、これは100年以上たってから語られ始めたので、歴史家たちはこれを単なる伝説と見ている。
包囲はこの年の1月から8月まで続き、ハルジー朝の軍勢は城に激しい攻撃をかけた。その間、ラタン・シングは講和を求めて降伏したが、傍系のラクシュマン・シングをリーダーに籠城して抵抗を続けた。結局、城兵はジョウハルを行い、多数の兵が戦死し、チットールガルは陥落した。
ラタン・シングは生け捕りにされ、その後しばらくのうちは捕虜となっていたとされる。一方、チットールガルの支配はアラー・ウッディーンの幼い長男ヒズル・ハーンに委ねられ、「ヒズラーバード」に改称されてしばらくの間デリー・スルターン朝の支配が続いた。この間、メーワール王国は一時中断したが、1326年頃に傍系シソーディヤー氏族のハンミーラがチットールガルを奪還し、再興された。